# Leon Stergar
Leon Stergar (Brežice, 17 maart 2000) is een Sloveens basketballer.

## Carrière
Stergar speelde van 2016 tot 2018 voor KK Krško. In 2018 maakte hij de overstap naar KK Krka waar hij ook eerst in de jeugdploeg speelde. In het seizoen 2019/20 werd hij uitgeleend aan KK Podčetrtek. Hij speelde bij KK Krka van 2018 tot 2024 en won in 2021 de Sloveense beker. In 2024 tekende hij een contract bij de Belgische eersteklasser Kortrijk Spurs.
Voor het seizoen 2025/26 tekende hij bij de Franse eersteklasser Limoges CSP.

## Erelijst
- Sloveense basketbalbeker: 2021